# Arabi danzanti
Arabi danzanti (in ebraico ערבים רוקדים‎?, ʿAravim roqdim) è un romanzo dello scrittore arabo israeliano Sayed Kashua, pubblicato nel 2002. È un romanzo ispirato alla vita dell'autore, che propone un affresco dei problemi di identità affrontati dagli arabi che vivono in Israele. Nel 2004 ha vinto il premio Grinzane Cavour.

## Adattamento cinematografico
Dal romanzo è stato tratto un film del 2014, diretto da Eran Riklis. Kashua ne ha scritto la sceneggiatura.

## Edizioni
- Sayed Kashua, Arabi danzanti, traduzione di Elena Loewenthal, Parma, Guanda, 2003, ISBN 88-8246-557-8.